# Phare de Cape Tryon
Le phare de Cape Tryon est un phare situé sur la côte nord du Comté de Queens (Province de l'Île-du-Prince-Édouard), au Canada.
Ce phare est géré par la Garde côtière canadienne .
Ce phare patrimonial  est répertorié par la loi sur la protection des phares patrimoniaux (en)  en date du 16 avril 2015.

## Histoire
Le premier phare , mis en service en 1905, se trouvait à 2.4 km au nord-est du port de New London sur une falaise. Il était équipé d'une lentille de Fresnel de 4e ordre fabriquée à Paris par Barbier, Bénard et Turenne. C'était une habitation rectangulaire blanche en bois surmontée d'une lanterne octogonale métallique rouge .
Il a été remplacé, en 1969, par l'actuel phare automatisé dès sa mise en service. Le vieux phare a été déplacé après son rachat par une famille qui l'a remis en état pour en faire une maison d'habitation.

## Description
Le phare actuel, datant de 1965, est une tour pyramidale blanche de 12,4 m de haut, avec une galerie et une lanterne carrée. Il émet, à une hauteur focale de 33,4 m, un long éclat blanc toutes les 6 secondes. Sa portée nominale est de 8 milles nautiques (environ 15 km).
Identifiant : ARLHS : CAN-113 - Amirauté : H-1129 - NGA : 7948 - CCG : 1061 .

## Caractéristique duFeu maritime
Fréquence : 6 secondes (W)
- Lumière : 2 secondes
- Obscurité : 4 secondes

|                       |
| Île du Prince Edouard |

|                        |
| Le phare de Cape Tryon |

### Lien connexe
- Liste des phares de l'Île-du-Prince-Édouard